# Maria Wiesława Szołtys
Maria Wiesława Szołtys (ur. 1943, zm. 5 sierpnia 2017) – polska biolog, profesor, dr hab., była pracownikiem Uniwersytetu Jagiellońskiego. Specjalizowała się w badaniach dotyczących owulacji i superowulacji ssaków.
W 1991 Maria Szołtys otrzymała stopień naukowy doktora habilitowanego. Praca habilitacyjna nosiła tytuł: "Owulacja i superowulacja u szczura w aspekcie morfologicznym i hormonalnym.". 20 sierpnia 2002 uzyskała tytuł profesora. Pochowana na cmentarzu Prądnik Czerwony w Krakowie.